# Дехтярчук Олександр Володимирович
Олександр Володимирович Дехтярчук (нар. 17 серпня 1971, Голичівка, Корецький район, Рівненська область) — український політик. Голова Дубенської районної ради. Народний депутат України 8-го скликання.

## Освіта
У 1978 році пішов у перший клас Морозівської ЗОШ, яку закінчив 1986 році. У цьому ж році вступив до Дубенського педагогічного коледжу, який закінчив у 1990 році за спеціальністю «Викладання в початкових класах загальноосвітньої школи».
У 2000 році закінчив Київський національний університет імені Тараса Шевченка за спеціальністю «Історія». У 2002 році вступив до Інституту політичних наук при НАН України, який закінчив у 2005 році за спеціальністю «Державне управління», магістр державного управління.

## Трудова діяльність
1990 — вихователь групи продовженого дня Морозовської середньої школи Корецького району Рівненської області.
1990–1992 — служба в Збройних силах України.
1992–1993 — вчитель початкових класів Морозівської ЗОШ Корецького району Рівненської області.
1993–2002 — вчитель ЗОШ № 6 м. Дубна Рівненської області.
2002–2006 — помічник-консультант народного депутата України Цехмістренка В. Г.
2006–2014 — голова Дубенської районної ради.
З 2014 — Народний депутат України 8-го скликання.

## Громадсько-політична діяльність
З вересня 2001 по жовтень 2002 — голова Дубенської районної організації «Просвіта».
З вересня 2005 — голова Дубенської районної організації партії «Наша Україна».
Обирався депутатом Дубенської міської ради III скликання (1998–2002), IV скликання (2002–2006), обраний депутатом Дубенської районної ради V скликання (2006–2011) та VI скликання (2011–2014).
У 2014 році обраний народним депутатом України від Блоку Петра Порошенка, виборчий округ № 154. Голова підкомітету з питань адміністративних послуг, державних символів та нагород Комітету Верховної Ради України з питань державного будівництва, регіональної політики та місцевого самоврядування.

## Нагороди
У 2009 році нагороджений орденом Данила Галицького.

## Особисте життя
Одружений, має сина та двох дочок.